# Kalahari (film, 1993)
Pour les articles homonymes, voir Kalahari.
Pour le film de 1974, voir Kalahari (film, 1974).
Pour plus de détails, voir Fiche technique et Distribution.
Kalahari ou Un endroit fabuleux au Québec (A Far Off Place) est un film américain réalisé par Mikael Salomon et sorti en 1993. Il s'agit de son premier long métrage. Il s'agit d'une adaptation du roman Une histoire comme le vent (A Story Like the Wind and A Far Off Place) de Laurens van der Post.
Le film met en vedette Reese Witherspoon, Ethan Randall, Jack Thompson et Maximilian Schell. Il suit trois jeunes adolescents traversant le désert du Kalahari après que leurs parents ont été tués par un braconnier.

## Synopsis
Nonnie Parker, une jeune fille, vit avec ses parents dans une ferme en Afrique du Sud. Elle fait la connaissance de Harry Winslow, un jeune garçon venu de New York avec ses parents. Le drame va surgir dans la ferme de la famille Parker, lorsque les parents de Nonnie et de Harry sont tués par des chasseurs d'ivoire, rendent ainsi les deux enfants orphelins. Aussitôt traqués par ces braconniers et loin des villes, Nonnie et Harry vont devoir traverser plus de 2 000 km de désert dans le Kalahari avec l'aide de Xhabbo, un Bochiman.

## Fiche technique
Sauf indication contraire, les informations mentionnées dans cette section peuvent être confirmées par les bases de données cinématographiques IMDb et Allociné,  présentes dans la section « Liens externes ».
- Titre original : A Far Off Place
- Titre français : Kalahari
- Titre québécois : Un endroit fabuleux
- Réalisation : Mikael Salomon
- Scénario : Robert Caswell, Jonathan Hensleigh et Sally Robinson, d'après le roman de Laurens van der Post
- Musique : James Horner
- Direction artistique : Jonathan McKinstry, Carine Tredgold
- Décors : Ian White
- Costumes : Rosemary Burrows
- Photographie : Juan Ruiz Anchía
- Son : Colin Charles
- Montage : Ray Lovejoy
- Effets spéciaux : David Harris
- Maquillage : Maria Cedergren, Simon McQueen
- Cascades : Craig Ginsberg, Ian Harvey, Gavin Mey, Philip Notununu, Graham Press, Peter Spiropoulous, Neville Strydom
  - Coordinateur de cascades : Roly Jansen
- Sociétés de production : Walt Disney Pictures, Amblin Entertainment, Touchwood Pacific Partners 1
- Société de distribution : Buena Vista Distribution Company
- Pays de production :  États-Unis
- Langue originale : anglais
- Format : Couleur (Technicolor) - 35 mm - 2,35:1 - Filmé en Panavision - Son : Dolby Digital
- Genre : aventure, drame, romance
- Durée : 100 minutes
- Dates de sortie
  - États-Unis : 12 mars 1993
  - France : 28 juillet 1993

## Distribution
- Reese Witherspoon (VF : Brigitte Berges et VQ : Aline Pinsonneault) : Nonnie Parker
- Ethan Embry (VF : Alexandre Gillet et VQ : Olivier Fontaine) : Harry Winslow
- Jack Thompson (VF : Jean Barney et VQ : Guy Nadon) : John Ricketts
- Sarel Bok (VF : William Coryn et VQ : Khanh Hua) : Xhabbo
- Robert John Burke (VF : Richard Darbois) : Paul Parker
- Patricia Kalember : Elizabeth Parker
- Daniel Gerroll (VF : Lionel Henry) : John Winslow
- Maximilian Schell (VF : Jean-Claude Michel et VQ : Vincent Davy) : le colonel Mopani Theron
- Miles Anderson : Jardin
- Fidelis Cheza : Tracker
- Taffy Chihota : Warden Robert
- Anthony Chinyanga (VQ : Yves Massicotte) : le médecin
- Brian Cooper : Store Keeper
- Magdalene Damas : Nuin-Tara